# Мустйыги (приток Гауи)
Му́стйыги или Мустъйыги (эст. Mustjõgi — «Чёрная река») — река в Эстонии, правый приток среднего течения реки Гауя. Самый крупный приток Гауи на территории Эстонии.
Длина реки — 85,3 км, площадь водосборного бассейна — 1820 км², из них на территории Эстонии — 993,5 км². Средний расход воды в устье — 14,4 м³/с.
Всего насчитывается до 24 притоков Мустйыги, из них 17 — левые. Крупнейшие правые притоки: река Ахело (16 км) и ручей Тсоору (12 км). Крупнейшие левые притоки: реки Вайдава (71 км, из них 14 км на территории Эстонии), Пеэтри (73 км, из них 25 км в Эстонии) и Пярлийыги (41 км).
Река берёт своё начало у восточного подножия возвышенности Карула, в озере Суур-Сааръярв (эст. Suur Saarjärv), в 10 километрах к югу от города Антсла, и протекает по низменности Харгла.
В верхнем течении окрестности реки преимущественно заболоченные и малонаселённые. На берегу реки расположены 3 небольшие деревни: Йыэпера, Румма и Лухаметса. Берега в среднем течении пологие, окрестные земли распаханы и главным образом используются как сельхозугодья; там расположено большое число деревень (Раудсепа, Роозику, Пяка, Пулсти, Киккаоя, Савира, Матси, Мынисте и др.) и посёлок Варсту. В нижнем течении окрестности реки заселены редко (деревни Роогсоо, Куутси, Сару, Турса, Лийваку, Калликюла, Харгла, Тсиргумяэ), а берега в основном лесистые.
Русло реки извилистое, течение слабое. На склонах местами встречаются оголения песчаника девонского периода.
Падение реки составляет всего 29,7 метра или 0,35 метра на километр.
Мустйыги — одна из самых богатых рыбой и уникальных рек Эстонии. В настоящее время известны 25 видов обитающих в ней рыб: лосось, речная форель, хариус, щука, угорь, плотва, елец, голавль, язь, краснопёрка, налим, жерех, линь, лещ, пескарь, судак, окунь, синец и др.
Устье реки расположено на эстонско-латвийской границе, в 2 километрах к юго-западу от деревни Тсиргумяэ.

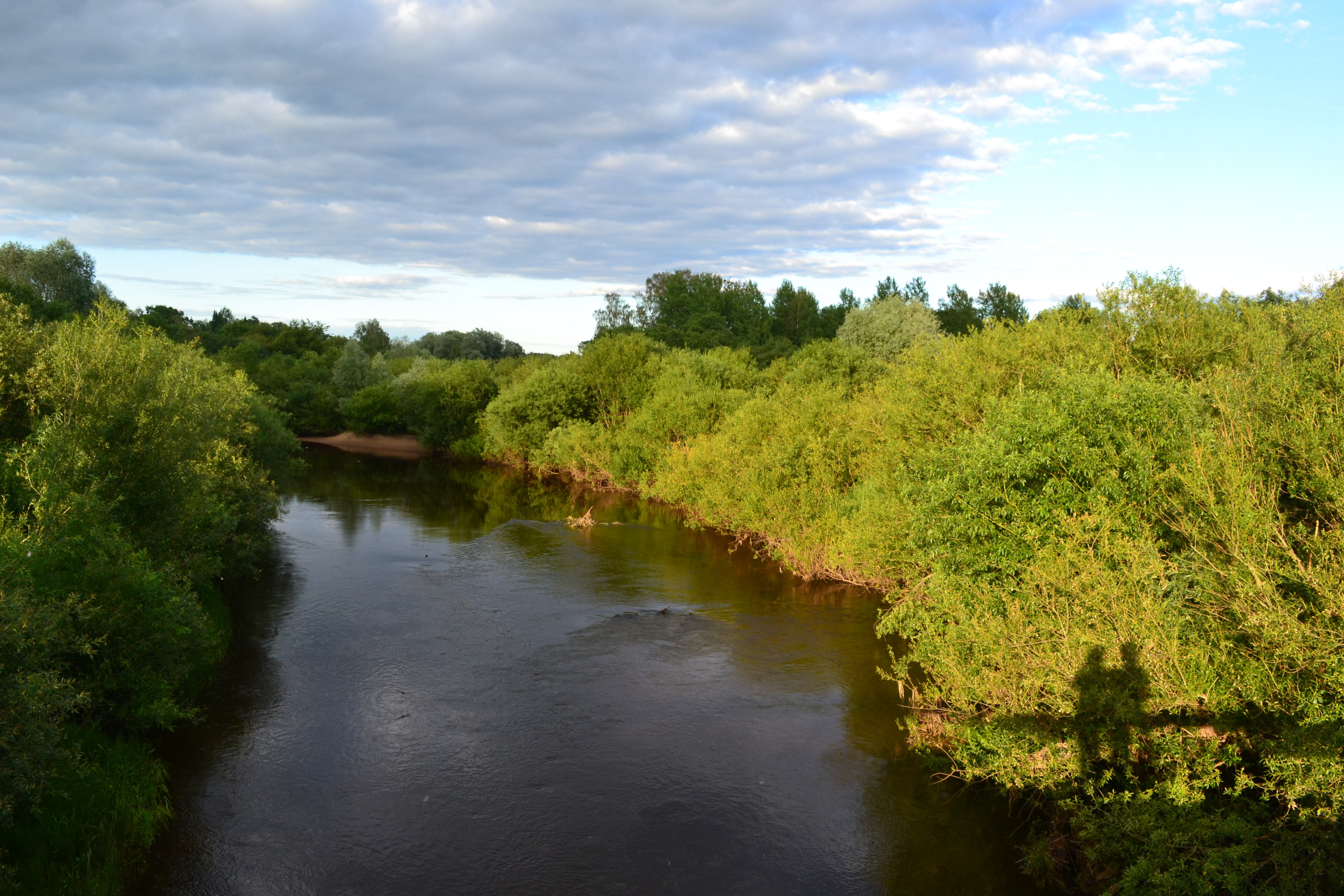
Вид на Мустйыги с моста Сару
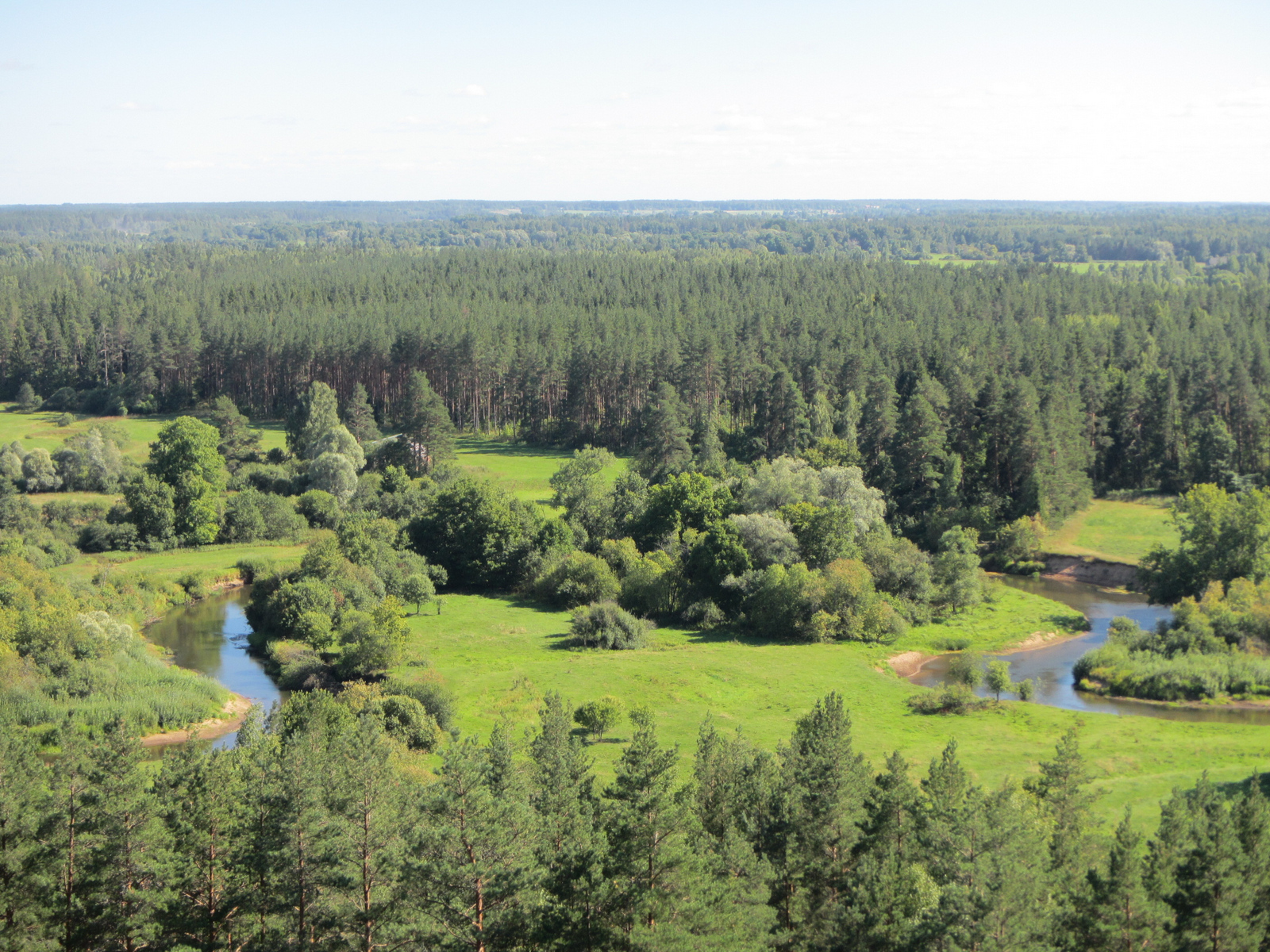
Вид на Мустйыги со смотровой башни Теллингумяэ
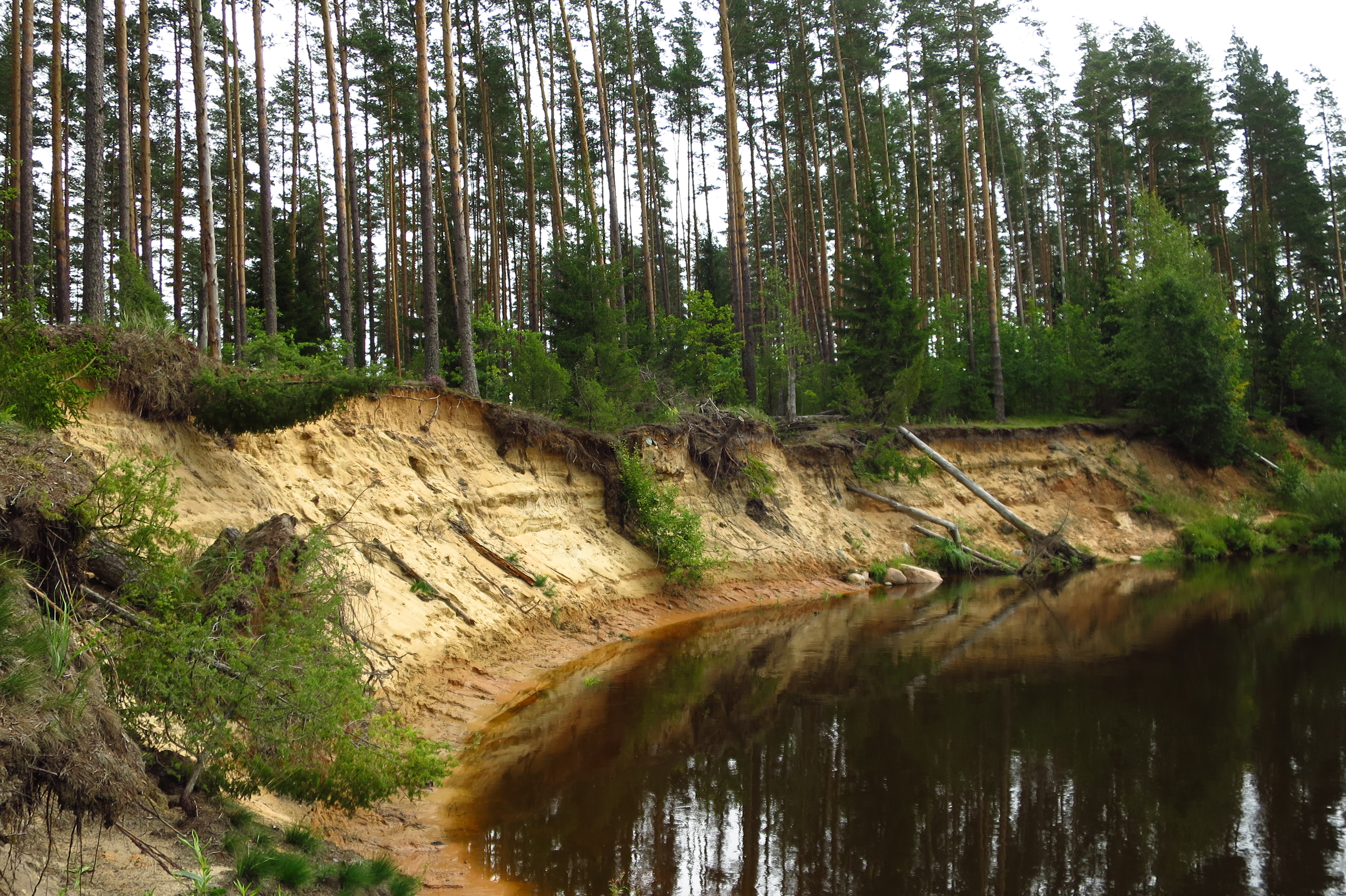
Берег реки Мустйыги
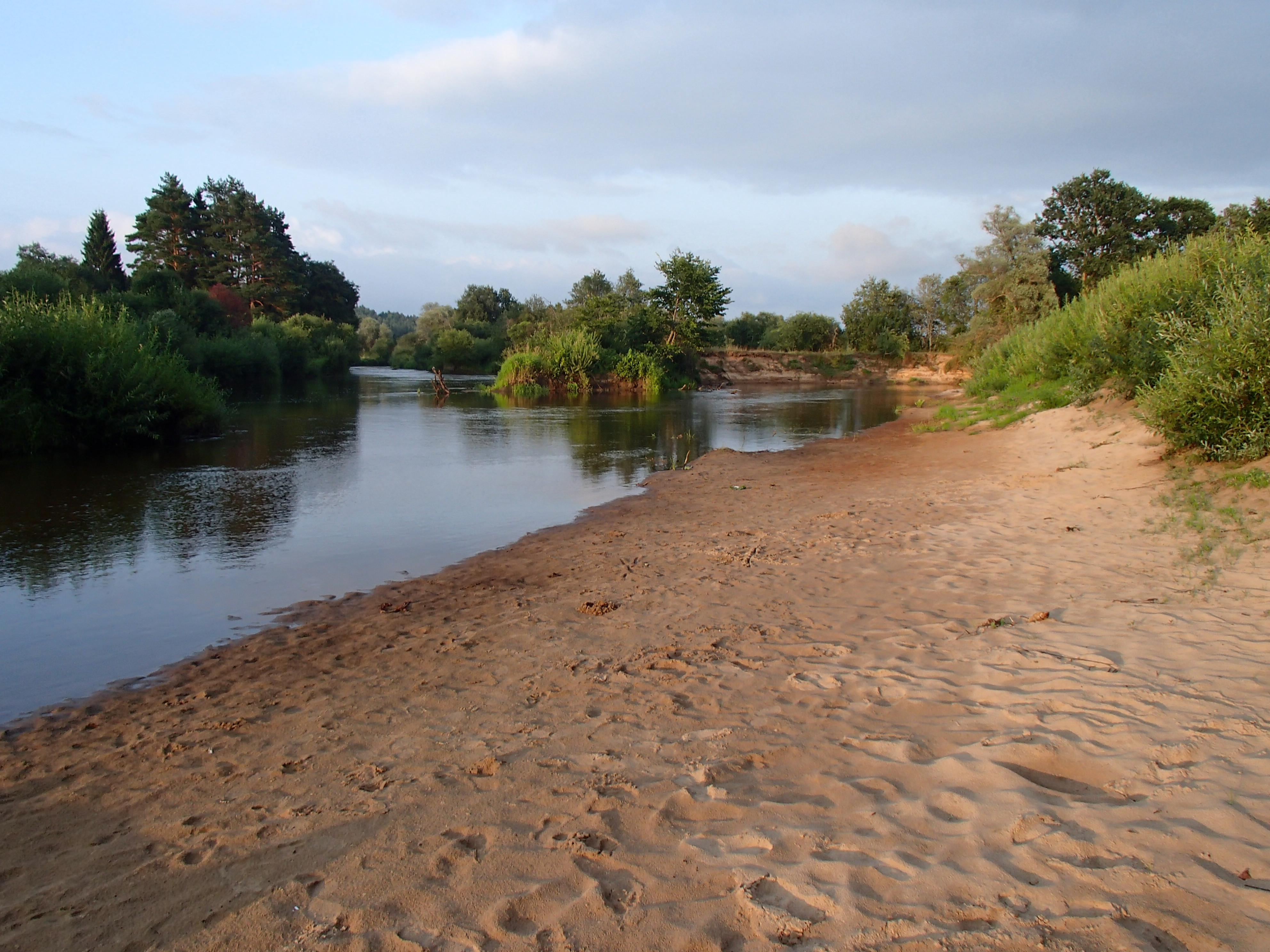
Устье реки Мустйыги